# 羅利縣 (西維吉尼亞州)
羅利縣（英語：Raleigh County）是美国西維吉尼亞州南部的一個縣，面積1,578平方公里。根據2020年美國人口普查，共有人口74,591人。縣治貝克利（Beckley）。該縣成立於1850年1月23日，縣名以雷利爵士命名（Sir Walter Raleigh）。